# Tito Sicínio Sabino
Tito Sicínio (Sabino?) (em latim: Titus Sicinius Sabinus), conhecido também como Tito Sício (em latim: Titus Siccius), foi um político, possivelmente de um ramo patrícia da gente majoritariamente plebeia Sicínia, nos primeiros anos da República Romana. Foi eleito cônsul em 487 a.C. juntamente com Caio Aquílio Tusco.

## Origem da família
A gente Sicínia tem sido tradicionalmente conhecida como uma família plebeia, embora saiba-se que havia um único ramo patrício, ao qual provavelmente Tito Sicínio pertencia. Ele é o único membro de sua gente a atingir o posto de cônsul. Apesar disto, muitos membros da família ficaram depois famosos por causa das lutas entre plebeus e patrícios que dominaram o período final da República Romana.

## História
Durante o consulado de Sicínio e Aquílio, Roma travou guerras contra os volscos e os hérnicos. Lívio afirma que Sicínio liderou a luta contra os primeiros e Aquílio, contra os segundos, enquanto Dionísio de Halicarnasso sugere que ambos se envolveram nas duas guerras. Ele relata também que Sicínio recebeu a honra de um triunfo por sua vitória sobre os volscos e uma ovação contra os hérnicos. 
Sicínio serviu depois como legado sob o comando de Marco Fábio Vibulano em 480 a.C.

## Ligações Externas
- Este artigo contém texto  do artigo «Titus Sicinius» do Dictionary of Greek and Roman Biography and Mythology (em domínio público), de William Smith (1870).
- «Titus Siccius Sabinus» (em alemão). Imperiumromanum.com